# Instituto de Investigaciones de la Comunicación
El Instituto de Investigaciones de la Comunicación (ININCO) es un espacio que agrupa a investigadores en el área de la comunicación social y estudios culturales en Latinoamérica. Está adscrito a la Facultad de Humanidades y Educación de la Universidad Central de Venezuela.

## Historia
Nace en abril de 1974 bajo la tutela de Antonio Pasquali, sobre las bases del antiguo Instituto de Investigaciones de Prensa el cual fue creado en 1958. Su estructura se rige a través de las disposiciones contenidas en la Ley de Universidades vigente y las Normas de Funcionamiento de los Institutos de la Facultad de Humanidades y Educación (1978).

## Directores
Desde el momento de su fundación han sido directores del ININCO los profesores
- Antonio Pasquali (1974-1978)
- Luis Aníbal Gómez (1978-1980)
- Oswaldo Capriles (1980-1981)
- Alfredo Chacón (1981-1982)
- Oswaldo Capriles (1982-1986)
- Federico Álvarez (1986-1992)
- Elizabeth Safar (1992-2000)
- Oscar Lucien (2000-2005)
- Gustavo Hernández Díaz (2005-2012)
- Bernardino Herrera (2012)
- Carlos Guzmán Cárdenas (2013- 2017)
- Morella Alvarado Miquilena (2017 - 2024)
- María Gabriela Colmenares (2024-Actual)

## Líneas de Investigación Grupales
- Comunicación política y políticas de la comunicación.
- Educación, comunicación y medios.
- Tecnologías de la información y la comunicación, sociedad y cultura.
- Historia de la información, el saber y el conocimiento.
- Sociedad de la información, política y economía de la comunicación y la cultura.
- Alternativas comunicacionales: investigación y praxis social.

## Anuario ININCO
El Anuario ININCO/Investigaciones de la Comunicación sale a luz en el año 1988, y de manera ininterrumpida lo hace hasta hoy en día, posicionándose así como una revista científica de alto nivel y reputación en los estudios de la comunicación social en Venezuela e Iberoamérica.
El primer propósito de esta publicación es dar testimonio de las investigaciones que se realizan en el ININCO. Sin embargo, siempre con la intención de contribuir con la reflexión fecunda sobre la sociedad, el Anuario Ininco/Investigaciones de la Comunicación acoge también las contribuciones de investigadores nacionales y extranjeros. 
- Enlace de Anuario ININCO en la Biblioteca Científica SciELO

## Estudios
El ININCO, espacio en constante actualización y divulgación de conocimiento, es responsable de los siguientes programas de postgrado, adscritos al área de Comunicación Social de la Comisión de Estudios de Postgrado de la Facultad de Humanidades y Educación, de la Universidad Central de Venezuela:
- Maestría en Comunicación Social, Coordinadora profesora Morella Alvarado Miquilena
- Maestría en Gestión y Políticas Culturales, Coordinador profesor Carlos Guzmán Cárdenas
- Especialización en Educación para el uso Creativo de la TV, Coordinadora profesora Luisa Torrealba Mesa

## Enlace
Sitio web https://web.archive.org/web/20141018004227/http://www.inincoucv.org/

## Ver
- Universidad Central de Venezuela.

- Datos: Q5918280